# Irish Professional Championship 1983
Die Smithwick’s Irish Professional Championship 1983 war ein professionelles Snookerturnier ohne Einfluss auf die Weltrangliste zur Ermittlung des irischen Profimeisters. Das Turnier wurde im Rahmen der Saison 1982/83 vom 9. bis zum 13. März 1983 im Maysfield Leisure Centre im nordirischen Belfast ausgetragen. In einem rein nordirischen Finale besiegte Alex Higgins mit Dennis Taylor den Sieger der letzten drei Ausgaben, Higgins spielte zusätzlich mit einem 132er-Break das höchste Break des Turnieres.

## Preisgeld
Im Vergleich zum Vorjahr verdoppelte sich das Preisgeld fast, dennoch gingen erneut zwei Fünftel des gesamten Preisgeldes an den Sieger. Das Turnier wurde erneut von der Biermarke Smithwick’s gesponsert.
|                 | Preisgeld |
| --------------- | --------- |
| Sieger          | 6.000 £   |
| Finalist        | 3.000 £   |
| Halbfinalist    | 1.500 £   |
| Viertelfinalist | 750 £     |
| Insgesamt       | 15.000 £  |

## Turnierverlauf
Nachdem es im Vorjahr zwar ebenfalls acht Teilnehmer gegeben hatte, diese aber gestaffelt in drei von insgesamt vier Runden zum Turniergeschehen hinzukamen, traten diesmal alle Teilnehmer sofort ab dem Viertelfinale gegeneinander an. Viertel- und Halbfinale wurden im Modus Best of 11 Frames gespielt, während das Endspiel erneut im Modus Best of 31 Frames gespielt wurde.

|  | Viertelfinale Best of 11 Frames | Viertelfinale Best of 11 Frames |               |    | Halbfinale Best of 11 Frames | Halbfinale Best of 11 Frames |  |  | Finale Best of 31 Frames | Finale Best of 31 Frames |
|  |                                 |                                 |               |    |                              |                              |  |  |                          |                          |
|  | Alex Higgins                    | 6                               |               |    |                              |                              |  |  |                          |                          |
|  | Jackie Rea                      | 3                               |               |    |                              |                              |  |  |                          |                          |
|  | Jackie Rea                      | 3                               | Alex Higgins  | 6  |                              |                              |  |  |                          |                          |
|  |                                 |                                 | Alex Higgins  | 6  |                              |                              |  |  |                          |                          |
|  |                                 | Eugene Hughes                   | 2             |    |                              |                              |  |  |                          |                          |
|  | Eugene Hughes                   | Eugene Hughes                   | 2             | 6  |                              |                              |  |  |                          |                          |
|  | Eugene Hughes                   |                                 |               | 6  |                              |                              |  |  |                          |                          |
|  | Pascal Burke                    | 2                               |               |    |                              |                              |  |  |                          |                          |
|  |                                 |                                 | Alex Higgins  | 16 |                              |                              |  |  |                          |                          |
|  |                                 | Dennis Taylor                   | 11            |    |                              |                              |  |  |                          |                          |
|  | Dennis Taylor                   | 6                               |               |    |                              |                              |  |  |                          |                          |
|  | Billy Kelly                     | 0                               |               |    |                              |                              |  |  |                          |                          |
|  | Billy Kelly                     | 0                               | Dennis Taylor | 6  |                              |                              |  |  |                          |                          |
|  |                                 |                                 | Dennis Taylor | 6  |                              |                              |  |  |                          |                          |
|  |                                 | Patsy Fagan                     | 1             |    |                              |                              |  |  |                          |                          |
|  | Patsy Fagan                     | Patsy Fagan                     | 1             | 6  |                              |                              |  |  |                          |                          |
|  | Patsy Fagan                     |                                 |               | 6  |                              |                              |  |  |                          |                          |
|  | Tommy Murphy                    | 4                               |               |    |                              |                              |  |  |                          |                          |

### Finale
Der Nordire Dennis Taylor stand zum vierten Mal in Folge im Finale, die drei vorherigen, davon zwei Herausforderungsmatches, hatte er alle gewonnen, wobei er sowohl bei seinem ersten als auch bei seinem bisher letzten Alex Higgins besiegt hatte. Dieser hatte vor Taylor vier Mal das Turnier gewonnen. Taylor hatte auf dem Weg ins Finale lediglich einen Frame abgeben müssen, während sein Gegner Higgins insgesamt fünf Frames verloren hatte.
Nachdem Higgins durch zwei +50er-Breaks mit 2:0 in Führung gegangen war, glich Taylor aus, was er mit dem Stande 3:3 wiederholte. Erst dann schaffte es Higgins, drei Frames in Folge zu gewinnen, doch Taylor konterte auch dies erfolgreich und ging kurz darauf gar mit 7:8 in Führung. Higgins drehte das Match sofort, ehe er nach einem Ausgleich mit 10:9 in Führung ging. Nachdem Taylor ein weiteres Mal den Ausgleich geschafft hatte, erweiterte Higgins seine Führung auf 13:10, bevor Taylor auf 13:11 verkürzen konnte. Doch mit drei weiteren gewonnenen Frames in Folge machte Higgins seinen fünften Titelgewinn perfekt.
| Finale: Best of 31 Frames Maysfield Leisure Centre, Belfast, Nordirland, 12. bis 13. März 1983 |                |               |
| Alex Higgins | 16:13          | Dennis Taylor |
| 110:12 (60), 110:1 (96), 27:84 (60), 34:87, 91:23 (59), 37:91 (67), 66:56 (Taylor 56), 125:0 (78), 54:39, 22:64, 21:56, 17:78, 103:9 (66), 1:82 (82), 9:96 (67), 64:53, 72:26, 46:66, 89:9, 50:68, 80:51, 89:51 (71), 91:17 (56), 42:92 (72), 66:24, 68:40, 61:30 |                |               |
| 96 | Höchstes Break | 82            |
| – | Century-Breaks | –             |
| 7 | 50+-Breaks     | 6             |

## Century Break
Während des Turnieres spielten lediglich die beiden Finalisten jeweils ein Century Break: Während Alex Higgins in seiner Viertelfinalpartie ein 132er-Break spielte, erzielte Dennis Taylor ein 128er im Halbfinale.